# Great White Fleet

Die Route der Großen Weißen Flotte

Die Great White Fleet, dt.: Große Weiße Flotte, war ein Verband von 16 Linienschiffen der Atlantikflotte der United States Navy, der auf Veranlassung von Präsident Theodore Roosevelt vom 16. Dezember 1907 bis zum 22. Februar 1909 einmal rund um die Welt fuhr. Die Flotte wurde so bezeichnet, weil die Schiffsrümpfe – bis auf goldene Verzierungen am Bug – mit weißer Farbe gestrichen waren. Erst später wurde der Begriff dann auch auf die gesamte Atlantikflotte ausgedehnt.
Die zur Demonstration der amerikanischen Seemacht gedachte Flotte war zwar eindrucksvoll, aber technisch überholt. Mit dem Stapellauf der Dreadnought am 10. Februar 1906 war bereits der Prototyp der nächsten Kampfschiffgeneration, das Großkampfschiff, im Einsatz, und das erste US-amerikanische Dreadnought-Schiff, die South Carolina, wurde gerade ausgerüstet. Die beiden ältesten Schiffe der Flotte, die Kearsarge und die Kentucky, waren veraltet und nicht mehr kampffähig, und zwei andere Linienschiffe, die Maine und die Alabama, mussten in San Francisco wegen technischer Schwierigkeiten ausgewechselt werden.
Die nächste Weltumkreisung von Schiffen der US Navy fand 1964 statt, als die drei atomgetriebenen Schiffe Enterprise, Long Beach und Bainbridge die Welt im Rahmen der Operation Sea Orbit in 58 Tagen umrundeten.

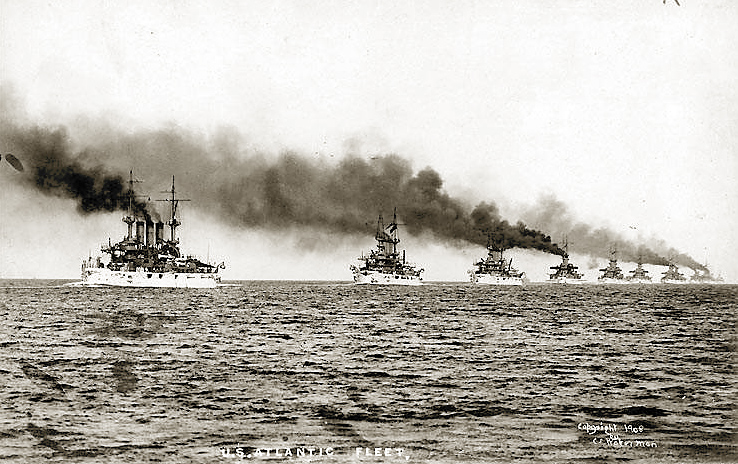
Die US-Atlantikflotte in Linie, wahrscheinlich bei der Abfahrt von Hampton Roads, Virginia, 1907. Links die USS Kansas, gefolgt von der USS Vermont(Foto: C.E. Waterman, Hampton VA)

## Erste Etappe (von Hampton Roads nach San Francisco, 14.556 Seemeilen)

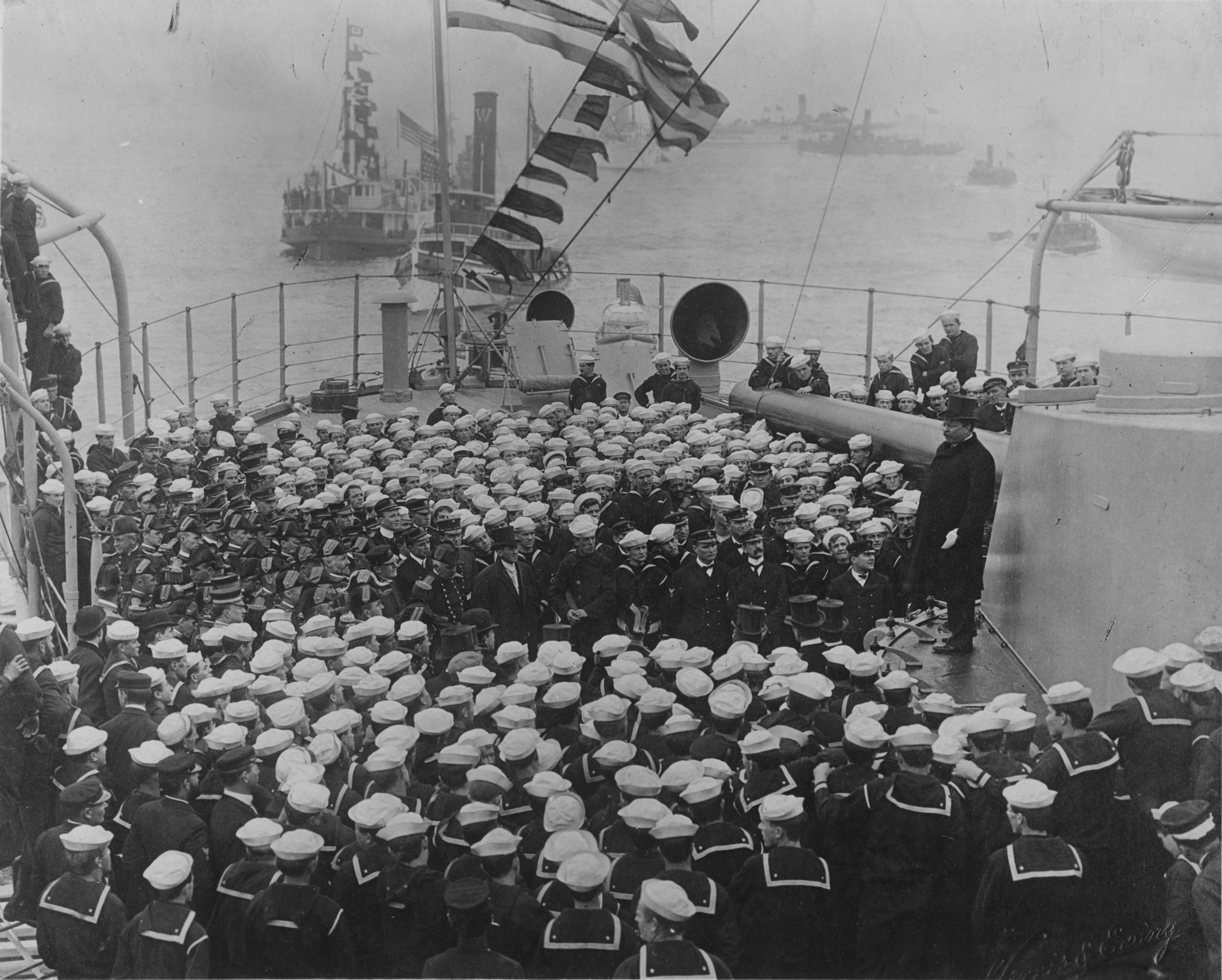
Theodore Roosevelt (auf dem 12-Zoll-Geschützturm der USS Connecticut, rechts im Bild), Hampton Roads, Virginia, 22. Februar 1909

Mit der USS Connecticut unter dem Kommando von Konteradmiral Robley D. Evans als Flaggschiff stach die Flotte am 16. Dezember 1907 von Hampton Roads, Virginia, nach Trinidad in See. Die nächsten Stationen waren: Rio de Janeiro (Brasilien), Sandy Point (Chile), Callao (Peru) und Magdalena Bay (Mexiko). Von Mexiko fuhr sie die Westküste Nordamerikas hinauf nach San Francisco, wo sie am 6. Mai 1908 eintraf. Begleitet wurde sie während dieser ersten Etappe ihrer Reise von einer Torpedo-Flottille, bestehend aus sechs Zerstörern und mehreren Hilfsschiffen. Die Zerstörer und ihr Tender fuhren dabei nicht im Konvoi mit den Linienschiffen, sondern auf einer eigenen Route nach San Francisco.
Nach der Ankunft der Flotte vor der Westküste schied das Vorratsschiff USS Glacier aus dem Verband aus, sie wurde später das Versorgungsschiff der Pazifikflotte. Neu hinzu kamen die USS Nebraska (Kapitän Reginald F. Nicholson) und die USS Wisconsin (Kapitän Frank E. Beatty) als Ersatz für die ausgeschiedenen Schiffe USS Maine und USS Alabama. Admiral Evans wurde wegen seines schlechten Gesundheitszustandes, der ihm die Weiterfahrt nicht mehr erlaubte, von seinem Kommando abgelöst und durch Konteradmiral Charles S. Sperry ersetzt.

### Fahrtroute
| Hafen                      | Ankunft           | Abfahrt           | Entfernung zum nächsten Hafen |
| -------------------------- | ----------------- | ----------------- | ----------------------------- |
| Hampton Roads, Virginia    |                   | 16. Dezember 1907 | 1803 Seemeilen                |
| Port of Spain, Trinidad    | 23. Dezember 1907 | 29. Dezember 1907 | 3399 Seemeilen                |
| Rio de Janeiro, Brasilien  | 12. Januar 1908   | 21. Januar 1908   | 2374 Seemeilen                |
| Punta Arenas, Chile        | 1. Februar 1908   | 7. Februar 1908   | 2838 Seemeilen                |
| Callao, Peru               | 20. Februar 1908  | 29. Februar 1908  | 3010 Seemeilen                |
| Magdalena Bay, Mexiko      | 12. März 1908     | 11. April 1908    | 1132 Seemeilen                |
| San Francisco, Kalifornien | 6. Mai 1908       |                   |                               |

### Schiffe

#### Die Flotte
| 1. Geschwader Konteradmiral Robley D. Evans                            | 1. Geschwader Konteradmiral Robley D. Evans                        |
| 1. Division Konteradmiral Robley D. Evans                              | 2. Division Konteradmiral William H. Emory                         |
| ---------------------------------------------------------------------- | ------------------------------------------------------------------ |
| USS Connecticut (BB-18), Flaggschiff der Flotte Kapitän Hugo Osterhaus | USS Georgia (BB-15), Flaggschiff der Division Kapitän Henry McCrea |
| USS Kansas (BB-21) Kapitän Charles E. Vreeland                         | USS New Jersey (BB-16) Kapitän William H. H. Southerland           |
| USS Vermont (BB-20) Kapitän William P. Potter                          | USS Rhode Island (BB-17) Kapitän Joseph B. Murdock                 |
| USS Louisiana (BB-19) Kapitän Richard Wainwright                       | USS Virginia (BB-13) Kapitän Seaton Schroeder                      |

| 2. Geschwader Konteradmiral Charles M. Thomas                           | 2. Geschwader Konteradmiral Charles M. Thomas                                |
| 3. Division Konteradmiral Charles M. Thomas                             | 4. Division Konteradmiral Charles S. Sperry                                  |
| ----------------------------------------------------------------------- | ---------------------------------------------------------------------------- |
| USS Minnesota (BB-22), Flaggschiff des Geschwaders Kapitän John Hubbard | USS Alabama (BB-8), Flaggschiff der Division Kapitän Ten Eyck De Witt Veeder |
| USS Maine (BB-10) Kapitän Giles B. Harber                               | USS Illinois (BB-7) Kapitän John M. Bowyer                                   |
| USS Missouri (BB-11) Kapitän Greenlief A. Merriam                       | USS Kearsarge (BB-5) Kapitän Hamilton Hutchins                               |
| USS Ohio (BB-12) Kapitän Charles W. Bartlett                            | USS Kentucky (BB-6) Kapitän Walter C. Cowles                                 |

#### Die Hilfsschiffe
USS Culgoa, ein Vorratsschiff (Lieutenant Commander John B. Patton), USS Glacier, ein Vorratsschiff (Commander William S. Hogg), USS Panther, ein Instandsetzungsschiff (Commander Valentine S. Nelson), USS Yankton, ein Tender (Lieutenant Walter R. Gherardi) und die USS Relief, ein Hospitalschiff.

#### Die „Torpedo-Flottille“ der Zerstörer
USS Hopkins (Lieutenant Alfred G. Howe), USS Stewart (Lieutenant Julius F. Hellweg), USS Hull (Lieutenant Frank McCommon), USS Truxton (Lieutenant Charles S. Kerrick), USS Lawrence (Lieutenant Ernest Friedrick), USS Whipple (Lieutenant Hutch I. Cone) und die USS Arethusa (Commander Albert W. Grant) als Tender.

## Dritte Etappe (von San Francisco nach Manila, 16.336 Seemeilen)
Nachdem die Flotte am 7. Juli 1908 San Francisco wieder verlassen hatte, lief sie Honolulu auf Hawaii an und wandte sich dann über Ozeanien nach Asien: Auckland (Neuseeland), Sydney, Melbourne und Albany (Australien), Manila (Philippinen), Yokohama (Japan) Colombo (Ceylon) und kam am 3. Januar 1909 in Sues, Ägypten an.

### Fahrtroute
| Hafen                               | Ankunft            | Abfahrt            | Entfernung zum nächsten Hafen |
| ----------------------------------- | ------------------ | ------------------ | ----------------------------- |
| San Francisco, Kalifornien          |                    | 7. Juli 1908       | 2126 Seemeilen                |
| Honolulu, Hawaii                    | 16. Juli 1908      | 22. Juli 1908      | 3870 Seemeilen                |
| Auckland, Neuseeland                | 9. August 1908     | 15. August 1908    | 1307 Seemeilen                |
| Sydney, Australien                  | 20. August 1908    | 28. August 1908    | 601 Seemeilen                 |
| Melbourne, Australien               | 29. August 1908    | 5. September 1908  | 1368 Seemeilen                |
| Albany, Australien                  | 11. September 1908 | 18. September 1908 | 3458 Seemeilen                |
| Manila, Philippinen                 | 2. Oktober 1908    | 9. Oktober 1908    | 1795 Seemeilen                |
| Yokohama, Japan                     | 18. Oktober 1908   | 25. Oktober 1908   | 1811 Seemeilen                |
| Amoy, China (2. Geschwader)         | 29. Oktober 1908   | 5. November 1908   |                               |
| Manila, Philippinen (1. Geschwader) | 31. Oktober 1908   |                    |                               |
| Manila, Philippinen (2. Geschwader) | 7. November 1908   |                    |                               |

## Vierte Etappe (von Manila nach Hampton Roads, 12.455 Seemeilen)

### Fahrtroute
| Hafen                   | Ankunft                        | Abfahrt                      | Entfernung zum nächsten Hafen |
| ----------------------- | ------------------------------ | ---------------------------- | ----------------------------- |
| Manila, Philippinen     |                                | 11. Dezember 1908            | 2985 Seemeilen                |
| Colombo, Ceylon         | 13. Dezember 1908              | 20. Dezember 1908            | 3448 Seemeilen                |
| Sues, Ägypten           | 3. Januar 1909                 | 4. Januar bis 6. Januar 1909 | 2443 Seemeilen                |
| Gibraltar               | 31. Januar bis 1. Februar 1909 | 6. Februar 1909              | 3579 Seemeilen                |
| Hampton Roads, Virginia | 22. Februar 1909               |                              |                               |